# Valdo Abreu
Valdo Abreu foi um radialista e compositor brasileiro, considerado um dos pioneiros da radiofonia carioca.

## Biografia
Iniciou sua carreira de compositor na década de 1920, com o samba Bambo de Bambu, em parceira com o compositor Almirante, canção que já foi regravada pelo cantor Ney Matogrosso, em seu álbum Vinte e Cinco.
Iniciou a carreira de radialista em 1929. Passou a dirigir um dos programas radiofônicos de maior audiência na época, o Esplêndido Programa, criado por ele mesmo em 1930, na Rádio Mayrink Veiga. Este foi o primeiro programa de rádio especificamente comercial.  E chegou a ocupar a grade da emissora desde a manhã até a noite de domingo. Neste programa, apresentavam-se grandes artistas da época, como Ary Barroso, Carmem Miranda, Chico Alves e  Gastão Formenti. Valdo Abreu destacava-se pela grande capacidade de improviso, pois ia produzindo os anúncios ao vivo.
"Valdo improvisava anúncios com arte e graça, era gostoso ouvi-lo."
O Esplêndido Programa foi desbancado pelo Programa Casé.

## Vida pessoal
Casou-se com a cantora Madelou de Assis (1915–1956), em 1934.

## Composições
- Bambo do bambu, com Almirante, interpretada inclusive por Ney Matogrosso[14]
- Deliciosa, com George Gershwin, interpretada inclusive por Fernando Castro Barbosa[15]
- Não diz que não, com Eduardo Souto, interpretada inclusive por Alvinho[16]